# بیلی لیتون
بیلی لیتون (انگلیسی: Billy Layton؛ 28 June 1882 – ۱۹۴۶ (۶۳−۶۴ سال)) بازیکن فوتبال بود.